# Vieu
Vieu är en kommun i departementet Ain i regionen Auvergne-Rhône-Alpes i östra Frankrike. Kommunen ligger  i kantonen  Champagne-en-Valromey som ligger i arrondissementet Belley. Kommunens areal är 6,54 km². År 2018 hade Vieu 386 invånare.

## Befolkningsutveckling
Antalet invånare i kommunen Vieu
Referens: INSEE